# Desulfotomaculum gibsoniae
Desulfotomaculum gibsoniae è una specie di batterio appartenente alla famiglia delle Peptococcaceae.